# Lista över överhovpredikanter i Svenska kyrkan
Lista över överhovpredikanter i Svenska kyrkan.

## Överhovpredikanter
| Ämbetstid | Namn                            | Levnadstid | Övrigt                                                  |
| --------- | ------------------------------- | ---------- | ------------------------------------------------------- |
| 1610–     | Agrarius-Vendelius Anders Erici |            |                                                         |
| 1619–     | Laurentius Olai Wallius         | 1588–1638  | Senare biskop i Strängnäs stift.                        |
| 1647–1660 | Olaus Jonæ Skough               | 1604–1661  | Senare kyrkoherde i Sankt Jakobs församling, Stockholm. |
| 1660–1668 | Abel Kock                       | 1627–1668  | Senare kyrkoherde i Solna församling.                   |
| 1671–1676 | Olov Svebilius                  | 1624–1700  | Senare ärkebiskop i Uppsala stift.                      |
| 1676–1679 | Haquin Spegel                   | 1645–1714  | Senare ärkebiskop i Uppsala stift.                      |
| 1679–1690 | Samuel Wiraenius                | 1647–1703  | Senare biskop i Växjö stift.                            |
| 1690–1701 | Georg Wallin                    | 1644–1723  | Senare superintendent i Härnösands stift.               |
| 1701–1702 | Johannes Tingvall               | 1667–1702  | Fältsuperintendent.                                     |
| 1703–1708 | Petrus Malmberg                 | 1653–1710  | Senare biskop i Västerås stift.                         |
| 1708–1713 | Chrispin Insulander             | 1660–1713  | Kyrkoherde i Nyköpings västra församling.               |
| 1719–1729 | Nils Barchius                   | 1676–1733  | Senare biskop i Västerås stift.                         |
| 1729–1731 | Andreas Kalsenius               | 1688–1731  | Senare biskop i Västerås stift.                         |
| 1731–1732 | Timotheus Lütkemann             | 1671–1738  | Senare generalsuperintendent.                           |
| 1732–1742 | Olof Stiernman                  | 1685–1767  | Senare kyrkoherde i Falu Kristine församling.           |
| 1742–1748 | Samuel Troilius                 | 1706–1764  | Senare ärkebiskop i Uppsala stift.                      |
| 1749–1756 | Göran Klas Schröder             | 1713–1773  | Senare biskop i Karlstads stift.                        |
| 1756–1758 | Gabriel Thimotheus Lütkemann    | 1718–1795  | Senare biskop i Visby stift.                            |
| 1758–1767 | Gabriel Rosén                   | 1720–1784  | Senare kyrkoherde i Riddarholmens församling.           |
| 1767–1770 | Gustaf Enebom                   | 1721–1796  | Senare kyrkoherde i Leksands församling.                |
| 1770–1777 | Carl Magnus Wrangel             | 1727–1786  | Senare kyrkoherde i Sala församling.                    |
| 1777–1780 | Uno von Troil                   | 1746–1803  | Senare ärkebiskop i Uppsala stift.                      |
| 1780–1785 | Carl Edvard Taube               | 1746–1785  |                                                         |
| 1789–1792 | Olof Wallquist                  | 1755–1800  | Senare biskop i Växjö stift.                            |
| 1792–1801 | Johan Gustaf Flodin             | 1741–1808  | Senare biskop i Västerås stift.                         |
| 1802–1805 | Magnus Lehnberg                 | 1758–1808  | Senare biskop i Linköpings stift.                       |
| 1807–1809 | Erik Bergsten                   | 1747–1809  | Kyrkoherde i Katarina församling.                       |
| 1809–1818 | Gustaf Murray                   | 1747–1825  | Senare biskop i Västerås stift.                         |
| 1818–1830 | Johan Jacob Hedrén              | 1775–1861  | Senare biskop i Linköpings stift.                       |
| 1830–1839 | Johan Olof Wallin               | 1779–1839  | Senare ärkebiskop i Uppsala stift.                      |
| 1841–1849 | Christopher Isac Heurlin        | 1786–1860  | Senare biskop i Växjö stift.                            |
| 1849–1859 | Erik Nordenson                  | 1805–1887  | Senare kyrkoherde i Munktorps församling.               |
| 1870–1872 | Herman Rundgren                 | 1819–1906  | Senare biskop i Karlstads stift.                        |
| 1872–1883 | Frithiof Grafström              | 1827–1883  |                                                         |
| 1885–1925 | Gottfrid Billing                | 1841–1925  |                                                         |
| 1925–1940 | Nils Widner                     | 1870–1940  |                                                         |
| 1940–1959 | Erling Eidem                    | 1880–1972  | Senare ärkebiskop i Uppsala stift.                      |
| 1959–1973 | Olle Nystedt                    | 1888–1974  |                                                         |
| 1974–1987 | Hans Åkerhielm                  | 1908–2003  |                                                         |
| 1988–1996 | Carl Henrik Martling            | 1925–2017  |                                                         |
| 1997–2007 | Henrik Svenungsson              | 1933–2017  |                                                         |
| 2007–2015 | Lars-Göran Lönnermark           | 1939–      |                                                         |
| 2015–     | Johan F. Dalman                 | 1960–      |                                                         |